# Ausfuhranmeldung
Eine Ausfuhranmeldung muss bei jeder Ausfuhr von Waren in ein Land außerhalb der EU abgegeben werden, wenn der Rechnungswert 1000 Euro oder das Gewicht 1000 kg übersteigen. Dieses Ausfuhrdokument dient zum einen der Kontrolle von Exportbestimmungen, zum anderen der statistischen Erfassung der Warenströme.

## Zollrecht
Für Sendungen bis 1000 Euro und 1000 kg reicht die Vorlage der Handelsrechnung(en) bei der Ausgangszollstelle (z. B. Flughafen, Seehafen oder Grenzzollstelle) an der Außengrenze der EU aus (mündliche Anmeldung). Nach § 2 (4) AWG ist eine Ausfuhrsendung als die Warenmenge definiert, die ein Ausführer gleichzeitig über dieselbe Ausgangszollstelle in dasselbe Bestimmungsland ausführt. Dies bedeutet, dass alle Sendungen, sofern sie am selben Tag ins gleiche Bestimmungsland verschickt werden, zusammengefasst werden müssen.
Ab einem Sendungswert von über 1000 Euro (und/oder 1000 kg) ist man verpflichtet, dem Zoll eine formgebundene Ausfuhranmeldung vorzulegen. Übersteigt der Wert 3000 Euro, ist eine Vorabfertigung der Ausfuhranmeldung im sogenannten zweistufigen Ausfuhrverfahren durch das örtlich zuständige Binnenzollamt (Ausfuhrzollstelle) vorgeschrieben.
Jede Ware muss bei der Ausfuhr deklariert werden. Zusätzlich muss bei der förmlichen Ausfuhranmeldung jeder Artikel anhand des elektronischen Zolltarifs (EZT) nach Warennummern (sogenannte Zolltarifnummern) eingruppiert werden. Dies dient hauptsächlich der Sicherstellung, dass nur Waren ausgeführt werden, die nicht gegen Ausfuhrbestimmungen wie das Außenwirtschaftsgesetz verstoßen. Ferner sind Angaben zum Ausführer, dem Warenempfänger und zu den Umständen der Beförderung zu machen.

## Statistische Erfassung
Genauso wie im EU-Verkehr (siehe Intrastat) dient die Ausfuhranmeldung auch zur Erfassung beim Statistischen Bundesamt in Wiesbaden.

## Ausstellung der Ausfuhranmeldung
Es gibt verschiedene Möglichkeiten dieses Dokument zu erstellen. Seit dem 1. Juli 2009 müssen die Ausfuhranmeldungen in der gesamten EU elektronisch abgegeben werden. Das System wird in der EU "Automated Export System" (AES) genannt. Die einzelnen Mitgliedsstaaten haben jedoch eigene Namen vergeben, wie z. B. in Deutschland ATLAS-Ausfuhr. Die Abgabe der Ausfuhranmeldungen auf dem so genannten Einheitspapier ist mit der verpflichtenden Abgabe über AES entfallen.
Im gewerblichen Verkehr gibt es je nach Anzahl der Ausfuhrsendungen unterschiedliche Möglichkeiten, die Ausfuhranmeldung abzugeben:
1. über die von der deutschen Zollverwaltung zur Verfügung gestellte Internetausfuhranmeldung (IAA-Plus) (erfordert ELSTER-Zertifikat), oder
2. über die Nutzung einer zertifizierten Software zur direkten Anbindung an das Zollsystem, oder
3. die Beauftragung eines gewerblichen Zollagenten, welcher die gesamte Dokumentenabwicklung übernimmt.

Die Anmeldung muss an die zuständige Ausfuhrzollstelle gesandt und im Normalverfahren die Waren dort im Anschluss gestellt werden. Dort wird nach erfolgter Prüfung die Ware überlassen und ein Ausfuhrbegleitdokument (ABD) ausgestellt. Dieses muss die Ware bis zur Ausgangszollstelle an der EU-Außengrenze begleiten. Die Ausgangszollstelle bestätigt dann den Ausgang der Waren aus dem Zollgebiet der Gemeinschaft, womit das Verfahren abgeschlossen ist. Als Nachweis zum Zweck der Umsatzsteuerrückerstattung kann sich der Ausführer bei der Ausfuhrzollstelle einen Ausgangsvermerk ausstellen lassen. Bei Warensendungen unter 3000 EURO kann die Ausfuhranmeldung auch direkt an die Ausgangszollstelle gesendet werden. Dies ist jedoch immer nur mit der entsprechenden Ausfuhrsoftware des EU-Mitgliedsstaates möglich, in dem die Ausgangszollstelle liegt.

## Erleichterungen
Bei regelmäßiger Ausfuhr kann auch beantragt werden, als zugelassener Ausführer eine Befreiung von der Gestellungspflicht zu erhalten. Das heißt, die zuständige Ausfuhrzollstelle überlässt elektronisch die Ausfuhranmeldung und der Ausführer kann das ABD selbst ausdrucken. Im elektronischen Verfahren entfallen die Unterschriften und Dienstsiegel.
Der Antrag auf Bewilligung des zugelassenen Ausführers ist beim örtlich zuständigen Hauptzollamt zu stellen.